# Dwór w Słupie
Dwór w Słupie – zabytkowy obiekt wybudowany w miejscowości Słup.
Parterowy dwór wybudowany w latach 1730-1750 na planie prostokąta, kryty dachem mansardowym z lukarnami. Fasada z centralnie umieszczonym głównym wejściem, do którego prowadzą dwubiegowe schody  z kamienną balustradą ozdobioną kulami. Nad wejściem piętrowy szczyt zwieńczony trójkątnym frontonem. Dwór jest częścią zespołu dworskiego, w skład którego wchodzi park z początku XVIII w., zmieniony w drugiej połowy XIX w.